# Monochamus taiheizanensis
Monochamus taiheizanensis là một loài bọ cánh cứng trong họ Cerambycidae.